# Arsen Awakow (piłkarz)
Arsen Gieorgijewicz Awakow (ros. Арсен Георгиевич Аваков, ur. 28 maja 1971 w Tadżyckiej SRR) – tadżycki piłkarz, grający na pozycji napastnika (wcześniej obrońcy), reprezentant Tadżykistanu. Ma również obywatelstwo rosyjskie.

## Kariera piłkarska

### Kariera klubowa
Rozpoczął karierę piłkarską w klubie Pamir Duszanbe w 1988 na pozycji obrońcy. Po rozpadzie ZSRR wyjechał do Ukrainy, gdzie bronił barw Tempa Szepietówka i Torpeda Zaporoże, w którym przekwalifikował się na napastnika i został królem strzelców Mistrzostw Ukrainy. W 1996 podpisał kontrakt z rosyjskim klubem Torpedo Moskwa, w którym występował do 2000. Był wypożyczony do Szynnika Jarosław i Lokomotiwa Niżny Nowogród. Następnie przeszedł do Urałana Elista, któremu pomógł zdobyć awans do Premier Ligi. W 2002 ukończył karierę piłkarską.

### Kariera reprezentacyjna
W latach 1992–1997 występował w reprezentacji Tadżykistanu, w której strzelił 5 goli.

### Życie prywatne
Po zakończeniu kariery zamieszkał z rodziną w Moskwie. Zajmuje się poszukiwaniem talentów piłkarskich. W prasie mylony z innym Arsenem Awakowem, gubernatorem obwodu charkowskiego na Ukrainie.

## Sukcesy i odznaczenia

### Sukcesy klubowe
- mistrz Pierwszej Ligi ZSRR: 1988

### Sukcesy indywidualne
- król strzelców Ukraińskiej Wyższej Ligi: 1995